# 30 Days in Atlanta
Pour plus de détails, voir Fiche technique et Distribution.
30 Days in Atlanta est une comédie américano-nigérienne réalisée par Robert O. Peters, sortie en 2014.

## Fiche technique
- Titre : 30 Days in Atlanta
- Réalisation : Robert O. Peters
- Scénario : Ayo Makun
- Musique : Benjamin Esdraffo et Martin Ronan
- Montage :
- Photographie :
- Décors :
- Costumes :
- Producteur : Ayo Makun
- Production :
- Distribution : Paris Black Films
- Pays de production :  États-Unis et  Nigeria
- Durée : 111 minutes
- Genre : comédie
- Dates de sortie :
  - USA : 30 octobre 2014
  - France : 18 janvier 2017

## Distribution
- Vivica A. Fox : la femme de Wilson
- Ayo Makun : Akpos
- John Schmedes : Détective Rich
- Lynn Whitfield : Clara
- Ramsey Nouah : Richard
- Richard Mufe Damujo : Odiye
- Kesse Jabari : Wilson
- Mercy Johnson : Esse
- Desmond Elliot : Okiemute
- Karlie Redd : Kimberly
- Majid Michel : Adetola Briggs
- Omoni Oboli
- Racheal Oniga : la mère de Richard
- Juliet Ibrahim : la femme de Adetola